# Спишский залог

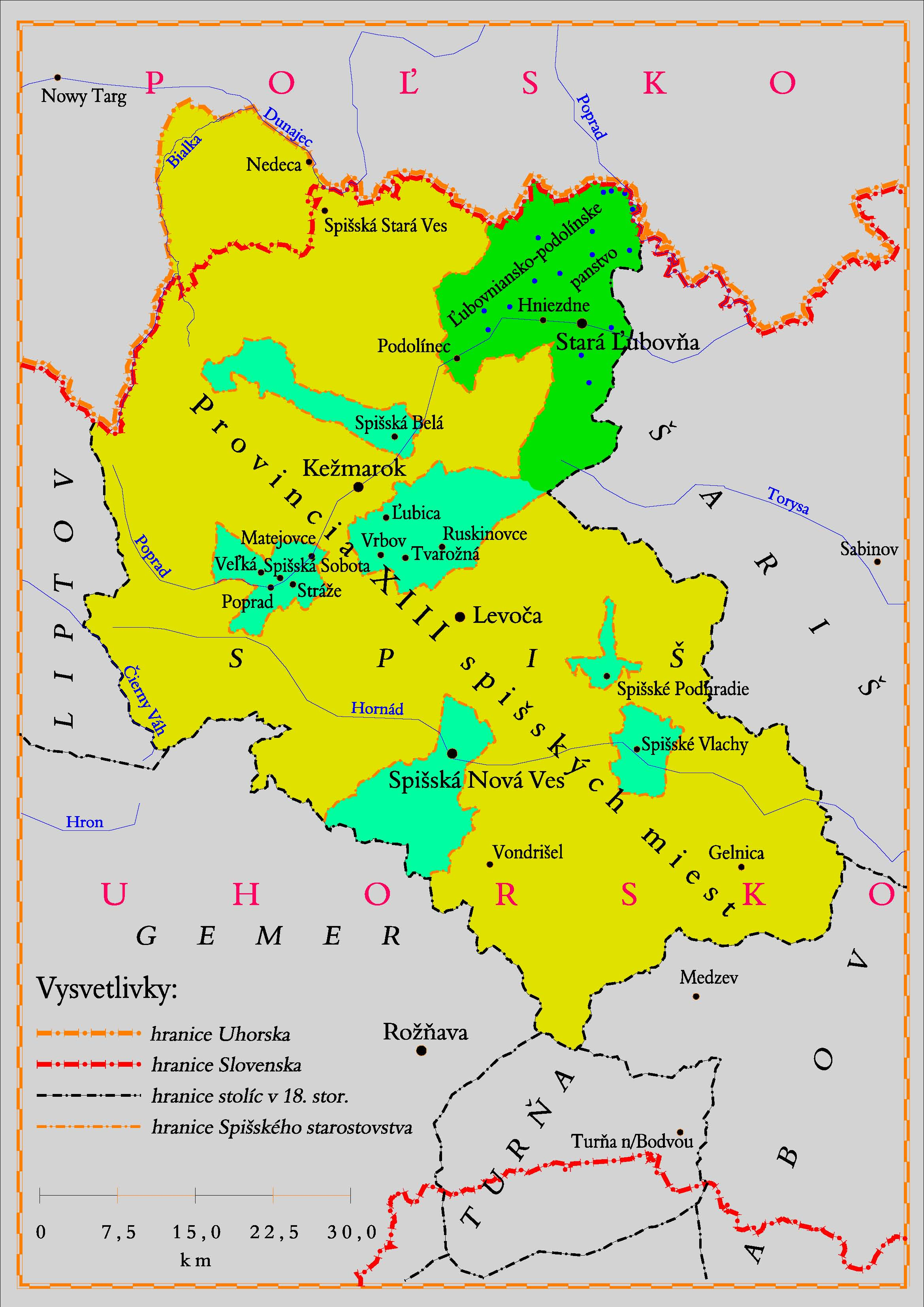
Исторический регион Спиш. Заложенные земли изображены оттенками зелёного

Спишский залог (пол. Zastaw spiski, словац. spišský záloh) — ряд территорий в исторической области Спиш, переданных в 1412 году Венгрией Польше в качестве залога за крупный денежный кредит.

## Договор в Любовне
В 1410 году императором Священной Римской империи стал Сигизмунд Люксембург, король Хорватии и Венгрии. В 1409 году его конкурент в борьбе за венгерскую корону неаполитанский король Владислав продал Венецианской республике Далмацию за 100 тысяч дукатов. Сигизмунд собирался воевать с Венецией из-за Далмации, но этому мешали неурегулированные дела на севере: в 1410 году Сигизмунд вступил в союз с Тевтонским орденом против Владислава Ягайло. За 300 000 дукатов, он должен был атаковать Польшу с юга после 24 июня, однако поляки разбили тевтонцев под Грюнвальдом.
Нуждаясь в мире с Польшей, чтобы получить свободу рук в Венгрии и Далмации, Сигизмунд в 1410 году встретился в Кежмароке с братом польского короля Витовтом и пообещал использовать своё положение для того, чтобы добиться от магистра Тевтонского ордена перемирия. 19 октября 1411 года было подписано перемирие между Польшей и Венгрией, по условиям которого Польша обещала не нападать на владения Ордена, а Сигизмунд обязался заставить Орден не нападать на Польшу. Перемирие должно было длиться до 15 августа 1412 года, а до этого времени должна была состояться встреча двух монархов. 15 марта 1412 года Сигизмунд и Владислав встретились в Любовняньском Граде и договорились о совместных действиях против Ордена.
16 октября 1412 года было достигнуто соглашение о предоставлении Польшей Венгрии кредита на войну против Венеции. Из полученных от Тевтонского Ордена 100 тысяч коп пражских грошей Польша выделяла Венгрии 37 тысяч (что было эквивалентно 7,5 тоннам чистого серебра или 8 тоннам монет). В качестве обеспечения кредита Венгрия передавала Польше ряд территорий.
Само соглашение о залоге было подписано 8 ноября 1412 года в Загребе, его оригинал хранится во Дворце Чарторыйских в Кракове. Юридически передаваемые земли оставались частью Венгрии, и подчинялись архиепархии Эстергома, однако там размещалась польская администрация. Согласно условиям договора, Венгрия не могла получить заложенные земли обратно путём насилия — в случае несогласованного забора земель Венгрия должна была выплатить Польше весь долг либо передать в залог другие земли, иначе Польша получала право свободного ареста любых венгерских подданных, конфискации любой венгерской собственности и грабежа Венгрии до той поры, пока условия договора не будут выполнены. Деньги должны были быть возвращены в том же количестве, в каком были выплачены, и в том же месте — в замке в Недзице (современная польская гмина Лапше-Нижне).

## Заложенные земли
Польше были переданы
- Любовня с замком
- Подолинец
- Гнездне
- 13 спишских городов с окрестностями
  - Спишска-Бела
  - Лубица
  - Матейовце
  - Спишска-Нова-Вес
  - Попрад
  - Спишска-Собота
  - Вержбок
  - Велька
  - Страже под Татрами
  - Рускиновце
  - Спишске-Подградье (без Спишского Града)
  - Спишске-Влахи
  - Тварожна
- 15 деревень

Эти территории не были связаны территориально, образовав 5 анклавов

## В составе Польши
Полученные Польшей земли в административном плане были объединены в Спишское староство с усадьбой в Любовняньском Граде. Одним из первых спишских старост был знаменитый польский рыцарь Завиша Чёрный (1420—1428). Впоследствии пост спишского старосты передавался в роду Любомирских, для которых эти места стали одним из основных источников поступления богатства.
Венгрия предпринимала попытки вернуть заложенные земли в 1419, 1426, 1436 и 1439 годах, но во всей Венгрии не нашлось человека, способного собрать нужную сумму.
8 марта 1440 года польский король Владислав III Варненьчик заявил, что вернёт спишские земли Венгрии после коронации его королём Венгрии, однако до этого не дошло — королю пришлось бороться с гуситами под командованием Яна Искры.
В 1489 году венгерский король Матвей Корвин выразил готовность выплатить сумму залога, однако Польша отказалась её принять. Матвей подал на Польшу жалобу в папскую курию, однако напряжённость в отношениях с Римом привела к тому, что в 1490 году в результате спора между польским и венгерским прелатами в Братиславе было принято решение о том, что заложенные города навсегда останутся частью Польши.
После смерти в 1490 году Матвея Корвина на престол Венгрии было выдвинуто несколько кандидатур. Польский король предложил спишские земли семье Запольяи в обмен на поддержку его сына Владислава, однако даже после его восшествия на престол возвращения земель не произошло.
После того, как венгерский трон достался Габсбургам, они стали предпринимать шаги к скорейшему возвращению спишских земель, но ни Фердинанду I, ни его сыну Максимилиану II этого сделать не удалось.
Когда Рудольф II начал воевать с польским королём Сигизмундом III, то спишские земли были заняты австрийскими войсками, однако потерпев поражение Рудольф был вынужден вернуть эти земли Польше.
В XVII веке угроза со стороны Османской империи вынудила конфликтующие стороны отвлечься на более важные дела.
В 1769 году отряд сторонников Барской конфедерации под предводительством Юзефа Бежиньского попытался овладеть Любовняньским Градом, принадлежавшим в то время Казимиру Понятовскому, и тот обратился за защитой к Австрии. Мария Терезия воспользовалась этим, чтобы занять спишские территории без выплаты залога. В 1772 году произошёл Первый раздел Речи Посполитой, и жители спишских земель стали присягать на верность австрийскому правителю. 28 сентября 1773 года польский король Станислав Август Понятовский подписал официальный отказ от прав на залог.